# Liga U
La Liga U será la liga española de baloncesto juvenil para jugadores menores de 22 años, gestionada conjuntamente por la Asociación de Clubs de Baloncesto (ACB) y la Federación Española de Baloncesto (FEB).
Esta liga nace con el objetivo de ofrecer oportunidades a jóvenes jugadores que tienen dificultades para contar con minutos en la Liga ACB debido a su alto nivel competitivo, permitiéndoles además continuar con su formación académica al estar estrechamente vinculada a la educación superior. Surge como respuesta al crecimiento económico del baloncesto universitario en la NCAA debido a los derechos de NIL.
Contará con el apoyo del Consejo Superior de Deportes (CSD) y el Ministerio de Educación, que financiarán el torneo con una inversión pública de 15 millones de euros durante sus tres primeras temporadas, a razón de 5 millones por temporada.

## Historia

### Antecedentes
Durante décadas, explorar una carrera universitaria en los Estados Unidos ha sido una opción constante para jóvenes jugadores de baloncesto que no tenían garantizado un futuro en las ligas profesionales europeas. Aprovechar su talento en la cancha era una forma de labrarse un futuro académico en el país de las oportunidades, consolidar el idioma inglés y, a la vez, seguir progresando deportivamente, algo muy difícil de compaginar en España. Una beca deportiva ofrecía escolarización gratuita, una oportunidad irresistible para asegurar el futuro a largo plazo, mientras que las expectativas deportivas eran inciertas.
Sin embargo, debido al carácter amateur histórico de la NCAA, esta vía estaba casi descartada, salvo para talentos excepcionales capaces de generar ingresos desde muy jóvenes que relegaban la formación académica a un segundo plano.
En los últimos años, la fuga de talento desde las mejores canteras europeas hacia el extranjero se ha intensificado. La aparición de compensaciones económicas en la NCAA a través del programa NIL rompió el equilibrio existente y dejó indefensos a los clubes y canteras tradicionales. Potencias como el Real Madrid o el FC Barcelona llegaron a plantearse eliminar sus canteras.

### Creación
En mayo de 2025, el Consejo Superior de Deportes (CSD), junto con la ACB y la FEB, iniciaron negociaciones para lanzar un torneo de equipos de reserva. El 18 de junio de 2025, anunciaron oficialmente la creación de una liga sub-22 destinada a frenar el éxodo de promesas emergentes y servir de puente entre la formación y el profesionalismo.

## Formato
El inicio de la competición está previsto para octubre de 2025 y estará abierta a los 18 equipos de la Liga ACB de la temporada 2025–26. Los partidos se disputarán preferentemente los viernes y sábados, para poder compaginar con los compromisos de la ACB. El sistema de competición aún está por determinar, en función del número de participantes, aunque ya se contemplan tres modelos: ligas de 14, 16 o 18 equipos.

## Jugadores

### Requisitos
Cada equipo deberá contar con al menos seis jugadores españoles menores de 22 años durante las dos primeras temporadas, cifra que aumentará a siete jugadores a partir de la temporada 2027–28.